# 福厳寺 (湖南省)
福厳寺（ふくごんじ）は、中華人民共和国湖南省衡陽市南嶽区にある仏教寺院。

## 歴史
福厳寺は、南朝陳の光大元年（567年）に創建された。別名を般若寺、または般若禅寺という。開山祖師は慧思（515年-577年）。
唐の貞観年間、唐の太宗李世民賜与御本ヴァン経50巻に同寺収蔵。唐の先天2年（713年）、南嶽懐譲が住した。北宋の太平興国年間（976年-984年）に「福厳寺」と改称。清の同治9年（1870年）は寺院を重修した。
文化大革命の時、紅衛兵により寺廟などの宗教施設が徹底的に破壊され、寺内のすべての文化財が消えた。
1983年、中華人民共和国国務院は仏寺を漢族地区仏教全国重点寺院に認定した。
1986年、仏像開眼式が行われた。

## 伽藍
山們、岳神殿、大雄宝殿（本堂）、方丈室、法堂、蔵経楼、祖堂、禅堂、華厳閣

## 主な住僧
- 慧思
- 南嶽懐譲
- 馬祖道一
- 審承
- 良雅
- 楚圓
- 保宗
- 慈感
- 文演
- 弘儲
- 淡雲
- 玄妙
- 海岸
- 釈大岳[2]